# Wiek kalibrowany
Wiek kalibrowany – wiek próbek historycznych wyznaczony za pomocą datowania radiowęglowego (tzw. konwencjonalny wiek radiowęglowy) i skorygowany za pomocą krzywej kalibracyjnej uzyskanej z analizy datowania radiowęglowego próbek o znanym wieku.